# Как нам реорганизовать Рабкрин
«Как нам реорганизовать Рабкрин» — статья В. И. Ленина, в которой он с целью борьбы против бюрократизма и опасности раскола партии предлагает установить тесную организационную связь между руководящими органами государственного (Рабоче-крестьянская инспекция) и партийного (Центральная контрольная комиссия) контроля. Написана 23 января 1923 года, накануне XII съезда партии. Впервые опубликована в газете «Правда» 25 января 1923 года в № 16.
Работа непосредственно связана с «Письмом к съезду» и продолжает его идеи. Содержит предложения по объединению Центральной контрольной комиссии и Рабоче-крестьянской инспекции и наделению объединенного органа широкими полномочиями с целью максимального сокращения и удешевления государственного аппарата. В работе Ленин предлагает следующие изменения: 

...члены ЦКК, обязанные присутствовать в известном числе на каждом заседании Политбюро, должны составить сплоченную группу, которая, «невзирая на лица», должна будет следить за тем, чтобы ничей авторитет, ни генсека, ни кого-нибудь из других членов ЦК, не мог помешать им сделать запрос, проверить документы и вообще добиться безусловной осведомленности и строжайшей правильности дел.
При этом Ленин придавал принципиальное значение включению рядовых рабочих и крестьян в ЦК и ЦКК с целью оздоровления обстановки в партии, уменьшения опасности раскола и бюрократизации аппарата.
28 марта 1923 г. секретарям губернских комитетов ВКП(б) было направлено письмо с подписями Андреева, Бухарина, Дзержинского, Калинина, Каменева, Куйбышева, Молотова, Рыкова, Сталина, Томского, Троцкого, в котором была фактически дезавуирована данная ленинская работа следующим комментарием к ней: больной человек, оторванный от реальной жизни и не участвующий в работе партийных органов пишет что-то вроде дневника. Сталин добился, чтобы выделенные курсивом[уточнить] слова из приведённой выше цитаты не попали в первую публикацию статьи, а затем и в последующие четыре издания Сочинений В. И. Ленина. В результате требование В. И. Ленина держать под строгим контролем деятельность генерального секретаря ЦК на долгие годы стало неизвестным для партии.
На XII съезде ВКП(б) вопрос о Рабкрине не был внесён в повестку дня и почти не обсуждался. ЦКК с полномочиями, намеченными Лениным, не был создан и не стал органом, равноправным с ЦК.